# Stylidium cordifolium
Stylidium cordifolium este o specie de plante dicotiledonate din genul Stylidium, familia Stylidiaceae, ordinul Asterales, descrisă de Fitzg.; Schwarz. Conform Catalogue of Life specia Stylidium cordifolium nu are subspecii cunoscute.